# Dusona miranda
Dusona miranda är en stekelart som först beskrevs av Gyöö Viktor Szépligeti 1908.  Dusona miranda ingår i släktet Dusona och familjen brokparasitsteklar. Inga underarter finns listade i Catalogue of Life.